# الیسنگلا اولیویرا
الیسنگلا اولیویرا (انگلیسی: Elisângela Oliveira؛ زادهٔ ۳۰ اکتبر ۱۹۷۸) بازیکن والیبال اهل برزیل است.
از باشگاه‌هایی که در آن بازی کرده‌است می‌توان به هیسامیتسو اسپرینگز اشاره کرد.